# Jean-Paul Engélibert
 (mai 2025).
Si vous disposez d'ouvrages ou d'articles de référence ou si vous connaissez des sites web de qualité traitant du thème abordé ici, merci de compléter l'article en donnant les références utiles à sa vérifiabilité et en les liant à la section « Notes et références ».
 (mai 2025).
La mise en forme du texte ne suit pas les recommandations de Wikipédia : il faut le « wikifier ».
Les points d'amélioration suivants sont les cas les plus fréquents :
- Les titres sont pré-formatés par le logiciel. Ils ne sont ni en capitales, ni en gras.
- Le texte ne doit pas être écrit en capitales (les noms de famille non plus), ni en gras, ni en italique, ni en « petit »…
- Le gras n'est utilisé que pour surligner le titre de l'article dans l'introduction, une seule fois.
- L'italique est rarement utilisé : mots en langue étrangère, titres d'œuvres, noms de bateaux, etc.
- Les citations ne sont pas en italique mais en corps de texte normal. Elles sont entourées par des guillemets français : « et ».
- Les listes à puces sont à éviter, des paragraphes rédigés étant largement préférés. Les tableaux sont à réserver à la présentation de données structurées (résultats, etc.).
- Les appels de note de bas de page (petits chiffres en exposant, introduits par l'outil «  Source ») sont à placer entre la fin de phrase et le point final[comme ça].
- Les liens internes (vers d'autres articles de Wikipédia) sont à choisir avec parcimonie. Créez des liens vers des articles approfondissant le sujet. Les termes génériques sans rapport avec le sujet sont à éviter, ainsi que les répétitions de liens vers un même terme.
- Les liens externes sont à placer uniquement dans une section « Liens externes », à la fin de l'article. Ces liens sont à choisir avec parcimonie suivant les règles définies. Si un lien sert de source à l'article, son insertion dans le texte est à faire par les notes de bas de page.
- La présentation des références doit suivre les conventions bibliographiques. Il est recommandé d'utiliser les modèles {{Ouvrage}}, {{Chapitre}}, {{Article}}, {{Lien web}} et/ou {{Bibliographie}}. Le mode d'édition visuel peut mettre en forme automatiquement les références.
- Insérer une infobox (cadre d'informations à droite) n'est pas obligatoire pour parachever la mise en page.

Pour une aide détaillée, merci de consulter Aide:Wikification.
Si vous pensez que ces points ont été résolus, vous pouvez retirer ce bandeau et améliorer la mise en forme d'un autre article.
Jean-Paul Engélibert, né le 9 juin 1964, est un écrivain et universitaire français.
Professeur de littérature comparée à l’université Bordeaux Montaigne depuis 2008, il est spécialiste des formes narratives modernes et contemporaines.

## Biographie
Après des études de philosophie à l’université de Nanterre, de sociologie à Jussieu et de lettres à l’université de la Réunion, il passe l’agrégation de lettres modernes (1995) et soutient une thèse de littérature comparée à l’université de la Réunion sous la direction de Jean-Michel Racault (1996).
Maître de conférences à l’université de Poitiers en 1997, il y enseigne la littérature comparée et le cinéma. Après une habilitation à diriger des recherches sous le parrainage de Jean-Pierre Morel à l'université Paris 3 Sorbonne Nouvelle, il devient professeur de littérature comparée à l’université Bordeaux Montaigne en 2008.
En 2022, il est élu codirecteur de l’unité de recherches Plurielles. Langues, littératures, civilisations.
Sa recherche développe une anthropologie du récit étudiant la manière dont les oeuvres narratives pensent l’humain par son dehors ou à ses frontières, à travers quatre champs :
- le travail, ou comment l’humain se constitue comme tel dans le travail en tant que rapport au monde, à soi et à autrui, depuis Robinson Crusoé, premier roman du travail, jusqu’au contemporain,

- l’animal et le vivant en général, autre qu’humain, dans une perspective écopoétique,

- le simulacre humain du romantisme (Frankenstein) à aujourd’hui, marionnette, automate, pantin, robot ou clone, la figure de l’homme artificiel ou du posthumain posant et articulant les questions des rapports entre les sexes, des rapports de classe et sur un plan plus général du rapport au symbolique,

- les fictions de la fin du monde dans leur dimension politique et eschatologique et leur rapport avec l’utopie du XIXe au XXIe siècle.

Ses écrits de fiction s'appuient sur des images, photographies ou films, pour construire des récits.

## Publications

### Fictions
- La Lumière de Tchernobyl, Bordeaux, L’Ire des Marges, 2016[1]
- Un si doux visage, Bordeaux, L’Ire des Marges, 2017[2]
- Vicki et Mr. Lang, Bègles, L’Ire des Marges, 2022[3], prix Augiéras 2023[4]
- "Celle qui surgit dans la lumière", dans J'écris dans les franges, Bègles, L'Ire des marges-Musée de la création franche, 2025, p. 57-69[5]

### Essais
- La Postérité de Robinson Crusoé. Un mythe littéraire de la modernité, 1954-1986. Genève, Droz, 352 p., 1997  (ISBN 978-2-600-00217-2)[6]
- Aux avant-postes du progrès. Essai sur l’œuvre de J. M. Coetzee. Limoges, Pulim, 157 p., 2003  (ISBN 978-2842872700)[7]
- Apocalypses sans royaume. Politique des fictions de la fin du monde. Paris, Classiques Garnier, 204 p., 2013  (ISBN 978-2812410284)[8]
- Fabuler la fin du monde. La puissance critique des fictions d’apocalypse. Paris, La Découverte, 239 p., 2019  (ISBN 978-2348037191)[9]

### Direction de volumes collectifs
- Otrante, n° 11, « L’Homme artificiel », Paris, Transition, 1999 (avec D. Mellier)[10]
- La Dimension mythique de la littérature contemporaine. La Licorne, n° 55, université de Poitiers-MSHS, automne 2000 (avec A. Eissen)[11]
- J. M. Coetzee et la littérature européenne. Ecrire contre la barbarie, P.U. Rennes, coll. « Interférences », 2007
- La Littérature dépliée. Reprise, répétition, réécriture.  P.U. Rennes, coll. « Interférences », 2008 (avec Y.-M. Tran-Gervat)[12],[13]
- La Question animale. Entre littérature, sciences et philosophie. P.U. Rennes, coll. « Interférences », 2011 (avec L. Campos, C. Coquio et G. Chapouthier)[14]
- Essais, n° 2, P.U. Bordeaux, 2012 (dossier « Aux marges de l’humain »)
- Dire le travail. Fiction et témoignage depuis 1980. La Licorne, n° 103, P.U. Rennes, 2012 (avec S. Bikialo)
- Utopie et catastrophe. Revers et renaissances de l’utopie, XVIe-XXIe siècles. La Licorne, n° 114, P.U. Rennes, 2015 (avec R. Guidée)[15]
- L’Apocalypse : une imagination politique, XIXe-XXIe siècles, La Licorne, n° 129, 2018 (avec Catherine Coquio et Raphaëlle Guidée)[16]
- Essais, n° 16, « Politicité de la littérature et des arts contemporains », 2020 (avec Sandra Barrère)
- Modernités, n° 46, « Débordements. Littérature, arts, politique », 2021 (avec Apostolos Lampropoulos et Isabelle Poulin)[17]
- Les Cahiers J.-M. G. Le Clézio, n° 14, « Minorités silencieuses », éditions Passage(s), 2021 (avec Eric Fougère)
- Carnets, Revue électronique d’études françaises, n° 27, mai 2024, « Cartographier des îles et des identités » (avec Dominique Faria et Eric Fougère)[18]
- Lydie Salvayre. Écrire entre deux langues. Bègles, L’Ire des marges, 2024[19].
- Lydie Salvayre. Écrire avec. Romanesques, revue du Cercll, hors-série 2024, Paris, Classiques Garnier, 2024 (avec Estelle Mouton-Rovira)[20].

### Édition de textes
- L’Homme fabriqué. Fictions de la création de l’homme par l’homme. Paris, Garnier, 1182 p., 2000[21].

### Choix d’articles
- « Réécrire Robinson Crusoé : mythe littéraire et deuil de la modernité », Revue de littérature comparée, vol. LXX, 1996, n° 1, Paris, Didier, p. 52-70.
- « Sur Jacques Rancière », Literary Research/Recherche littéraire, University of Western Ontario/AILC, London, Canada, n° 30, automne-hiver 1998, p. 23-32.
- « Problèmes de l’insularité : la clôture et la fente dans Le Château des Carpathes, L’Ile du docteur Moreau et L’Invention de Morel », Revue de littérature comparée, vol. LXXVII, n° 1, janvier-mars 2003, Paris, Klincksieck, p. 23-34.
- « Ressources inhumaines. Le nouvel esprit du travail dans quatre romans français contemporains (François Bon, François Emmanuel, Aurélie Filipetti, Lydie   Salvayre) », TRANS-, n° 4, « A quoi bon la littérature ? », http://trans.univ-paris3.fr/article.php3?id_article=183 ; mise en ligne juillet 2007.
- « L'Empreinte de l'homme. Robinson et le désir de l'île déserte », Ecologie et politique, n° 37, « L'avenir est déjà parmi nous », 2008, p. 183-194.
- « Simplicité de Lars von Trier : Les Idiots »,  L’Animal, n° 19-20, « Le simple », Metz, 2008, p. 21-29.
- « Capitale du chaos. Le mythe réactionnaire d'un Londres post-apocalyptique dans V pour Vendetta », Otrante, n° 23, « Londres fantastique », printemps 2008, Paris, Kimé, p. 95-105.
- « L’éloge posthumain des humanités. Oryx and Crake de Margaret Atwood et les fictions de l’homme fabriqué depuis R.U.R. », Revue de littérature comparée, vol. LXXXVI, n° 4, octobre-décembre 2009, Paris, Klincksieck, p. 459-469.
- « Que faire du novlangue de l’entreprise ? Quelques exemples contemporains (Beinstingel, Caligaris, Kuperman, Massera) », Raison publique, n° 15, automne 2011, Paris, PUPS, p. 51-65.
- « Apocalypses sans royaume. Fictions de la catastrophe et nihilisme à la fin du XXe siècle », Modernités, n° 33, 2012, P.U. Bordeaux, p. 381-393.
- « Apocalypses critiques. Les romans de J. G. Ballard de The Drowned World à Kingdom Come », Otrante, n° 31-32, « L’Invention du réel : J. G. Ballard », Paris, Kimé, 2012, p. 37-55.
- « Jouissance de la technique. Y a-t-il une utopie de l’homme augmenté ? », Otrante, n° 35, printemps 2014, p. 221-233.
- « L’Énergie du désespoir. Le roman contemporain devant l’apocalypse : McCarthy, Minard, Volodine », Modernités, n° 42, 2017, P.U. Bordeaux, p. 351-364.
- « Contre-histoires kafkaïennes. Le point de vue du coupable dans Disgrace de J.M. Coetzee, The Human Stain de Ph. Roth et Mon cœur à l’étroit de M. Ndiaye », Raison publique : http://www.raison-publique.fr/article885.html
- « La Commune de Malevil. Catastrophe et utopie », Roman 20-50, n° 65, juin 2018, p. 59-70.
- « Reconstruire un monde. Formes de la communauté dans la trilogie MaddAddam », Otrante, n° 44, « Margaret Atwood », automne 2018, p. 11-21.
- « Un temps messianique au cinéma ? Le délai dans On the Beach, Melancholia et 4:44 Last Day on Earth », Otrante, n° 47-48, printemps-automne 2020, p. 211-220.
- « La littérature contemporaine devant la catastrophe. Messianisme et apocalypse immanente chez Margaret Atwood, Don DeLillo, José Saramago et Antoine Volodine », Otrante, n° 47-48, printemps-automne 2020, p. 243-262.
- « Le sujet du posthumanisme. Réflexions sur quelques romans contemporains en temps de pandémie », Revue des Sciences Humaines, n° 341, 2021-1, p. 19-32.
- « La surveillance et le frisson. Police et musique dans Les Furtifs d’Alain Damasio », Littérature, n° 204, décembre 2021, p. 46-55.
- « Utopie ou effondrement. La littérature à un point de bascule », Cahiers philosophiques, n° 167, 4e trimestre 2021, p. 67-81.
- « La fin du progrès : de l’utopie à l’apocalypse. « La Machine s’arrête » d’E.M. Forster », Otrante, n° 51, printemps 2022, p. 37-48.
- « Comment faire monde à l’âge de l’extinction ? Trois contes philosophiques contemporains », Revue de littérature comparée, vol. XCVII, n° 2, avril-juin 2023, p. 168-179[22].
- « Le temps figé de Tchernobyl. La politique de Guillaume Herbaut », Tumultes, Paris, Kimé, n° 60-61, octobre 2023, p. 49-62.
- « ‘Dans l’axe du monde’. Mathieu Riboulet contemporain », La Revue des lettres modernes, 2024-10, Mathieu Riboulet, écrire ouvert, p. 25-37.